# Bretelzakpijp
De bretelzakpijp (Clavelina lepadiformis) is een zakpijpensoort uit de familie van de Clavelinidae. De wetenschappelijke naam van de soort is voor het eerst geldig gepubliceerd in 1776 door Otto Friedrich Müller.

## Beschrijving
De bretelzakpijp is een koloniaal manteldier met transparante zoïden aan de basis verbonden door korte uitlopers. Volledig ontwikkelde zooiden zijn helder met witte, gele of roze banden rond de orale sifo en dorsale lamina, waardoor ze het uiterlijk van een gloeilamp hebben. Door de transparante mantel zijn de gele of witte inwendige organen zichtbaar. De bretelzakpijp is tot 3 cm hoog.

## Verspreiding
Deze soort is inheems in de noordoostelijke Atlantische Oceaan, van Noorwegen langs de Europese kusten ten zuiden van de Middellandse Zee. Het is een veel voorkomende zakpijp in ondiep water rond Groot-Brittannië en Ierland. Het is geïntroduceerd op de Azoren, Zuid-Afrika, Zuid-Korea en de oostkust van de VS. Het werd voor het eerst ontdekt in de Amerikaanse wateren in 2009 in Long Island Sound, Connecticut. Deze soort is in de Oosterschelde in de haven van Burghsluis te vinden.